# Lavoro domestico

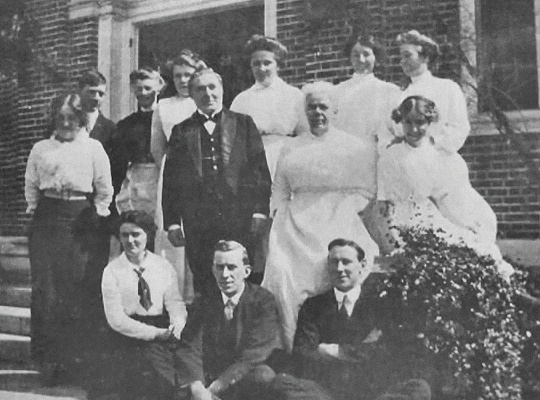
Lavoratrici domestiche negli Stati Uniti nel 1914

Il lavoro domestico è un tipo di lavoro nell'ambito dello scopo di una residenza. Il lavoro domestico ha una varietà di posizioni, come governanti, custodi, cuochi, baby sitter, autisti.
Non bisogna confondere il lavoro domestico con il lavoro a domicilio, nella quale la prestazione è resa al domicilio del lavoratore.

## In Italia

### Disciplina normativa
Il lavoratore domestico, per la peculiarità di prestare la sua attività all'interno di una famiglia, è stato sempre inquadrato da una normativa diversa da quella degli altri lavoratori, cioè il lavoro domestico non era considerato un lavoro dipendente.

La legge 2 aprile 1958 n. 339 (Per la tutela del rapporto di lavoro domestico) indica all'art. 1: 
generiche.»
La sentenza della Corte costituzionale 23 dicembre 1987 n. 585, ha esteso ai lavoratori con un'attività lavorativa di meno di 4 ore giornaliere le tutele della suindicata legge.
Per questo lavoro non sono previsti:
- l'applicazione della normativa sui licenziamenti (art. 4 legge 11 maggio 1990, n. 108),
- il diritto ad alcuni trattamenti assistenziali,
- l'obbligo di prospetto paga (art. 4 legge 5 gennaio 1953 n. 4), ecc.

Pur tuttavia, il/la colf è un lavoratore subordinato, con diritti e doveri stabiliti dalla legge e dai CCNL di riferimento.
Il colf ha diritto alle ferie, al TFR, alla tutela del posto in caso di malattia, di infortunio e di maternità. In taluni casi ha diritto a trattamenti assistenziali a carico dello Stato, come l'assegno per il nucleo familiare, per la maternità e per la disoccupazione, a patto però che sia stata fatta la comunicazione di assunzione e che sia in regola. Attesa la particolarità del rapporto, il datore di lavoro è esonerato dalla tenuta dei libri seguenti:
- matricola e paga di cui agli artt. 20 e 21 del DPR 30 giugno 1965 n. 1124,
- Libro Unico del Lavoro di cui all'art. 39 della legge 6 agosto 2008 n. 133.

### Il rapporto di lavoro
Il rapporto di lavoro è regolamentato dal CCNL sulla disciplina del rapporto di lavoro domestico del 16 febbraio 2007, a valere per il periodo 1º marzo 2007 - 28 febbraio 2011.
Secondo l'art. 6 CCNL, il rapporto deve contenere i punti seguenti:
- dati anagrafici del datore di lavoro;
- dati anagrafici del colf;
- data d'inizio del rapporto di lavoro;
- livello di appartenenza/anzianità di servizio del colf;
- durata del periodo di prova;
- posizione del colf rispetto alla convivenza;
- residenza o domicilio del colf;
- orario di lavoro e sua distribuzione;
- (eventuale) tenuta di lavoro (che dovrà essere fornita dal datore di lavoro);
- collocazione della mezza giornata di riposo settimanale in aggiunta alla domenica;
- retribuzione;
- luogo di effettuazione della prestazione e (eventuali) temporanei spostamenti per villeggiatura o per altri motivi;
- periodo di godimento delle ferie annuali;
- identificazione dello spazio per gli effetti personali del colf;
- applicazione degli altri istituti previsti dal contratto;
- durata (a tempo determinato/indeterminato), art. 7 CCNL.

Gli obblighi di legge, a seguito della riforma del 2007/2008, per l'assunzione di un colf sono i seguenti:
1. comunicazione di assunzione. Entro le ore 24 del giorno di calendario precedente quello di inizio del lavoro va inoltrata al Centro per l'impiego competente per territorio, compilando, in alternativa:
- un modulo cartaceo,
- un modulo elettronico,

mediante il sistema delle Comunicazioni obbligatorie, con l'ausilio di un Consulente del lavoro. Tale comunicazione vale quale denuncia di assunzione all'INPS e all'INAIL.
2. versamento dei contributi previdenziali mediante bollettino postale inviato a domicilio dall'INPS. Si effettua entro il 10 di:
- aprile, per le assunzioni dal 1º gennaio al 31 marzo,
- luglio, per le assunzioni dal 1º aprile al 30 giugno,
- ottobre, per le assunzioni dal 1º luglio al 30 settembre,
- gennaio dell'anno successivo, per le assunzioni dal 1º ottobre al 31 dicembre.

I contributi versati da lavoro domestico sono mediamente compresi fra 1 e 2 euro all'ora, quindi di molto inferiori rispetto a un lavoro subordinato.
3. comunicazione di proroga, trasformazione dell'orario di lavoro e cessazione del rapporto di lavoro, da inviare entro cinque giorni dall'evento, compilando come predetto un modulo, in alternativa:
- cartaceo da inviare al Centro per l'impiego,
- elettronico con la procedura on-line del Ministero del lavoro e delle politiche sociali delle Comunicazioni obbligatorie.

La legge 28 gennaio 2009 n. 2, all'art. 16–bis comma 11, ha semplificato la normativa di assunzione per i datori di lavoro domestici. L'INPS diventa il destinatario delle comunicazioni di assunzione, della cessazione (dimissioni o licenziamento), della trasformazione e della proroga del rapporto di lavoro del personale domestico: Non è più necessario, come tuttora previsto per gli altri lavoratori, ai sensi dell'art. 9-bis della legge n. 608/1996 come modificata dall'art. 1, comma 1180 della legge n. 296/2006, effettuarle ai Centri per l'impiego.
L'INPS comunica i dati:
- di tutti i colf:
  - al Centri per l'impiego,
  - al Ministero del lavoro e delle politiche sociali,
  - all'INAIL;
- dei soli colf extra-comunitari:
  - alla Prefettura – UTG,

assolvendo agli obblighi legali nei confronti degli Enti ed Istituti sopra richiamati (art. 4-bis, comma 6, D.Lgs. n. 181/2000).
Per la comunicazione di assunzione dei colf, le variazioni o l'iscrizione del datore di lavoro sono stati previsti tre modi:
- tramite centralino INPS, numero 803164, fornendo i dati a voce;
- tramite procedura internet di compilazione e invio, disponibile sul sito www.inps.it;
- tramite modulo cartaceo, con consegna a mano invio con RAR, sia per l'assunzione Archiviato il 27 luglio 2019 in Internet Archive. (con relative istruzioni Archiviato il 28 luglio 2019 in Internet Archive.), che per le variazioni Archiviato il 27 luglio 2019 in Internet Archive. (e le relative istruzioni Archiviato il 28 luglio 2019 in Internet Archive.).

Valgono i termini di recapito suindicati:
- per l'assunzione, entro le ore 24 del giorno di calendario che precede l'assunzione,
- per variazioni, proroghe e cessazione del rapporto di lavoro, al più tardi entro 5 giorni dall'evento, pena le sanzioni.

### Tasse a carico del lavoratore domestico
Il lavoratore domestico ha l'obbligo di pagare le tasse autonomamente a fine anno compilando il 730; infatti, la busta paga che il lavoratore domestico riceve ogni mese non contiene queste trattenute.

### Certificazione sanitaria
Il colf svolgendo la sua attività in un ambiente domestico ed entrando in contatto anche con bambini, alimenti, ecc. prima di iniziare a lavorare deve presentare al datore di lavoro un certificato medico, effettuato presso la ASL di appartenenza, di assenza di malattie contagiose (art. 2 n. 4, legge 2 aprile 1958, n. 339). Se minore di anni 18 deve indicare anche l'idoneità al lavoro per la qualifica di assunzione. Le visite devono essere ripetute ogni anno (art. 8 legge 17 ottobre 1967 n. 977 smi).
Tali obblighi sono sanzionati: infatti, qualora il colf presti la sua opera senza visita medica e sia maggiorenne, tanto il lavoratore che il datore di lavoro sono puniti con una sanzione amministrativa pecuniaria di 200 euro circa. Qualora invece, il colf sia minorenne la sanzione è penale, ed è nell'arresto sino a 6 mesi o nell'ammenda fino a 5000 € circa, per il solo datore di lavoro.
Infine, bisogna ricordare che se il lavoratore domestico è minore, chi esercita la potestà genitoriale deve rilasciare apposita autorizzazione per iscritto, vidimata dal sindaco, per permettere al minore l'effettuazione dell'attività lavorativa (art. 4 legge 2 aprile 1958, n. 339).

### Sanzioni
L'impiego del lavoratore domestico che non risulti da registri o altre documentazioni obbligatorie, in pratica senza la comunicazione all'INPS, comporta l'irrogazione di una sanzione da 1500 € ad 12000 €, con una maggiorazione di 150 € per ogni giorno di cosiddetto lavoro nero. A queste vanno aggiunte le altre sanzioni per le inosservanze relative all'assunzione e alla cessazione del rapporto, se quest'ultima è già intervenuta al momento dell'accertamento.
Nel solo caso in cui sia scaduto almeno un termine per il versamento periodico dei contributi, sono dovute all'INPS le sanzioni civili sul debito contributivo già maturato, calcolate ai sensi dell'art. 116, l. 388/2000. Nel caso in esame (lavoratori non risultanti da registri o altre documentazioni obbligatorie), tali sanzioni non possono essere inferiori ad un minimo di 3000 € (art. 36-bis legge n. 248/2006 s.m.i.). In tal caso le sanzioni civili se inferiori a 3000 €, saranno ragguagliate a tale importo. Tale ulteriore aggravio sanzionatorio non ricorre laddove non sia ancora scaduto almeno un termine per i versamenti obbligatori.

## Storia

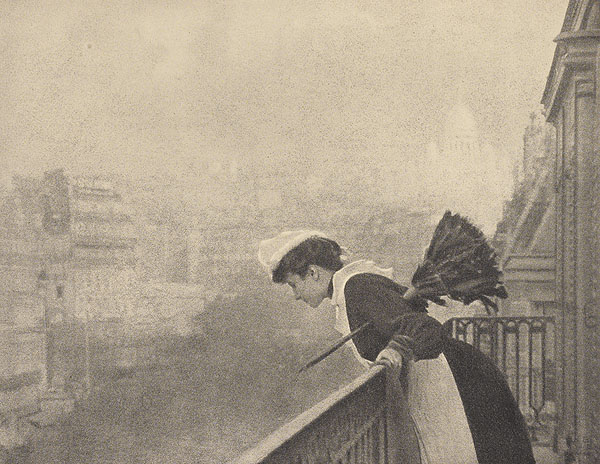
Domestica parigina, 1906. Immagine di Constant Puyo

Nel 2015, l'Organizzazione internazionale del lavoro (OIL), sulla base di indagini o censimenti nazionali di 232 paesi e territori, ha stimato il numero di lavoratori domestici a 67,1 milioni, ma l'OIL stessa afferma che "gli esperti affermano che, a causa del fatto che questo tipo di lavoro è spesso nascosto e non registrato, il numero totale di lavoratori domestici potrebbe arrivare fino a 100 milioni". L'OIL afferma inoltre che l'83% dei lavoratori domestici sono donne e molti sono migranti.
In Guatemala, si stima che l'11,8% di tutte le donne che lavoravano nel 2020 fossero impiegate come lavoratrici domestiche. Non hanno praticamente alcuna tutela legale. Secondo la legge sul lavoro guatemalteca, il lavoro domestico "non è soggetto a orari o limitazioni della giornata lavorativa". Tuttavia, per legge, le lavoratrici domestiche hanno ancora diritto a dieci ore di tempo libero in 24 ore e a sei ore aggiuntive di riposo la domenica. Ma molto spesso, queste leggi minime sul lavoro vengono ignorate, così come le libertà civili fondamentali.
Negli Stati Uniti, i lavoratori domestici sono generalmente esclusi da molte delle tutele legali garantite ad altre categorie di lavoratori, comprese le disposizioni del National Labor Relations Act.
Tradizionalmente i lavoratori domestici sono stati per lo più donne e probabilmente immigrati. Nel 2022 c'erano 2,2 milioni di lavoratori domestici negli Stati Uniti e si ritiene che decine di migliaia di persone siano costrette al lavoro forzato. I lavoratori domestici americani, la maggior parte dei quali sono donne appartenenti a gruppi minoritari, guadagnano salari bassi e spesso non ricevono alcuna pensione o sussidi sanitari a causa della mancanza di tutele di base del lavoro.
Un rapporto della National Domestic Workers Alliance e dei gruppi affiliati ha scoperto che quasi un quarto delle tate, delle badanti e degli operatori sanitari domiciliari guadagnano meno del salario minimo negli stati in cui lavorano, e il 48% è pagata meno di quanto necessario per sostenere adeguatamente una famiglia. Molti di questi lavoratori sono sottoposti ad abusi, molestie sessuali e disuguaglianze sociali. Tuttavia, poiché i lavoratori domestici lavorano in casa, le loro lotte sono talvolta nascoste e lontane dai riflettori pubblici. Oggigiorno, con un aumento di potere, la comunità dei lavoratori domestici ha formato molte organizzazioni, come la National Domestic Workers Alliance, Domestic Workers United e The South African Domestic Service and Allied Workers Union. 

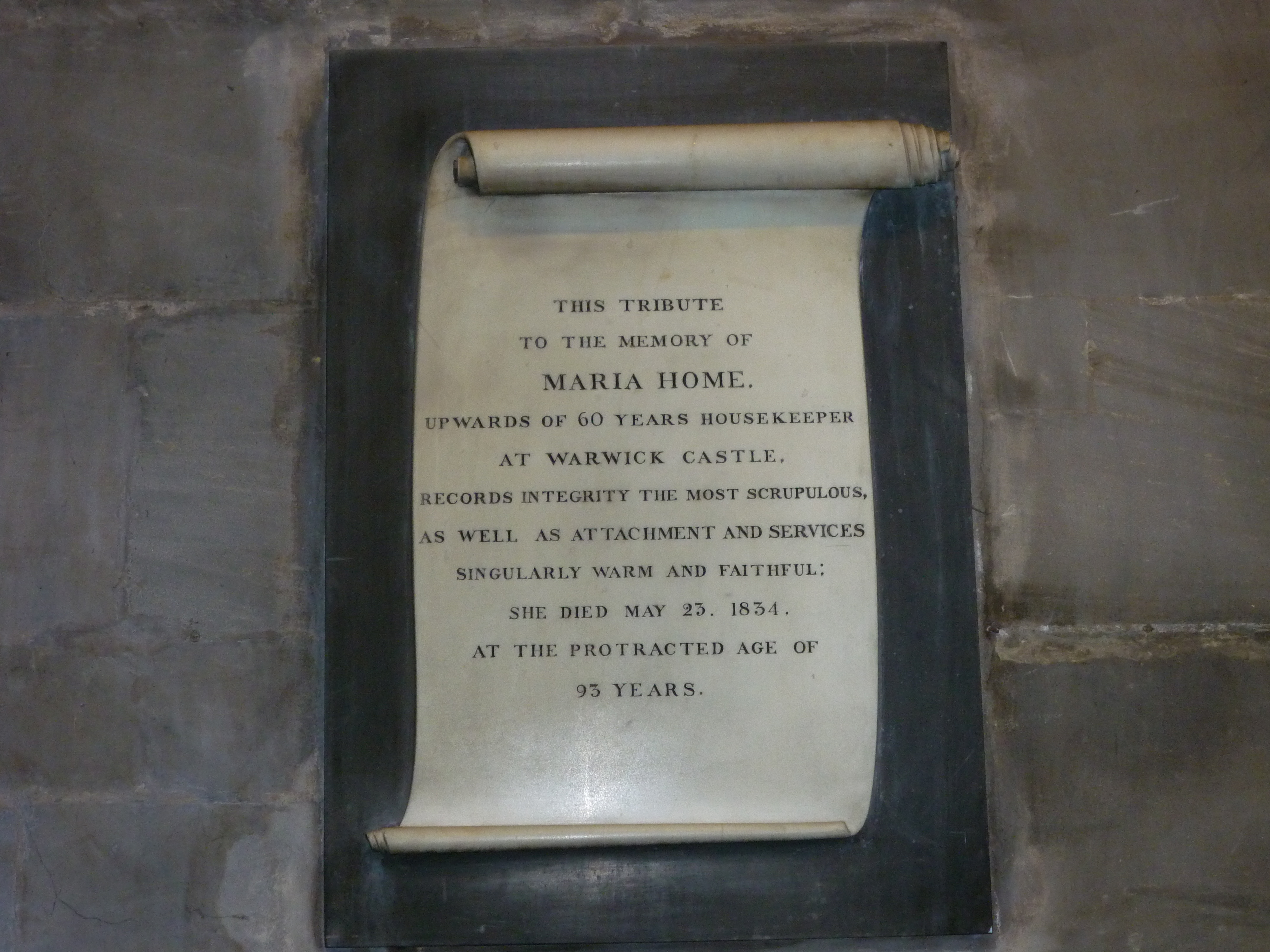
Monumento commemorativo in onore del lavoro di Maria Home, la domestica del castello di Warwick (1834).

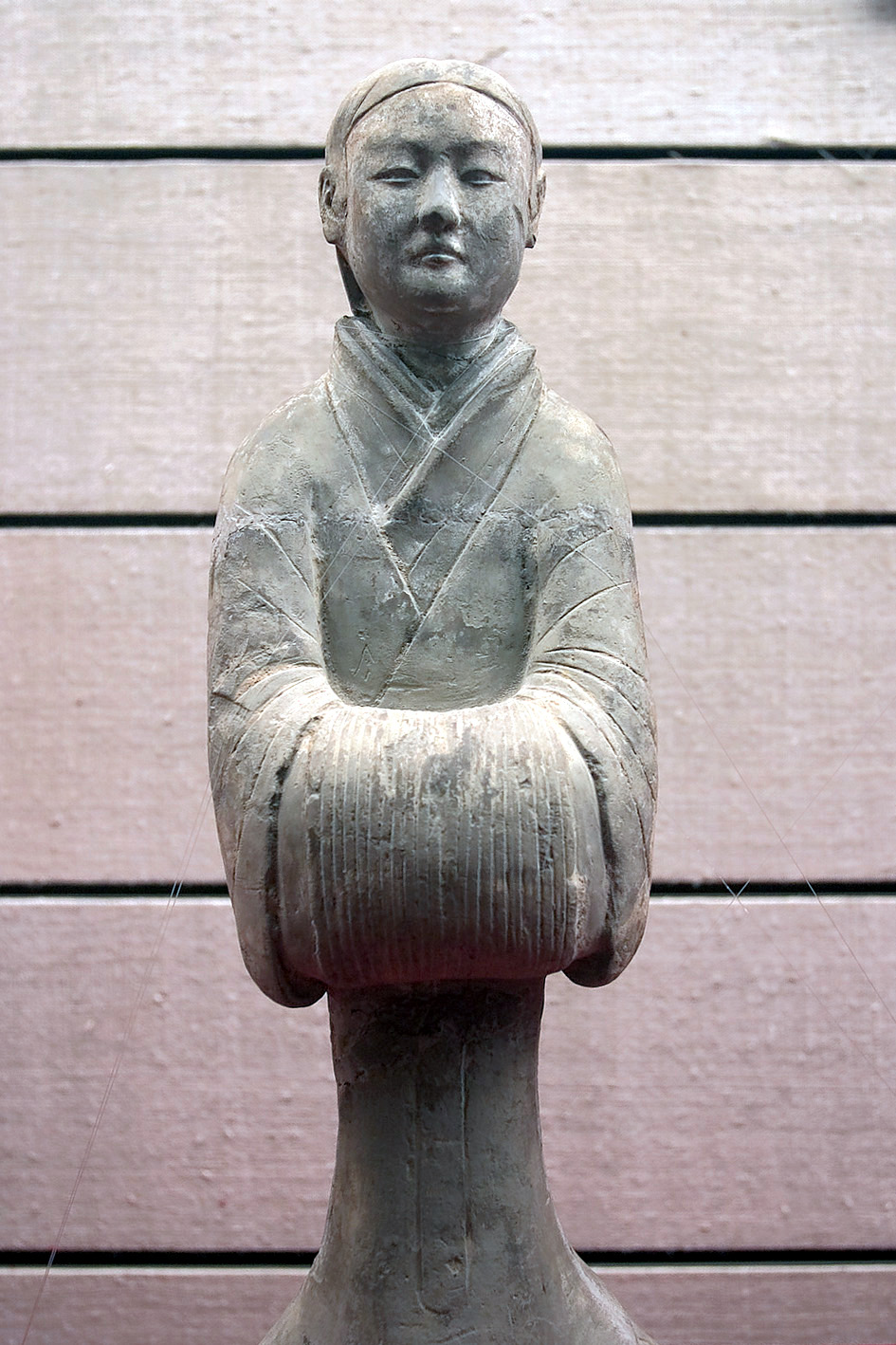
Una statuetta cinese in ceramica della dinastia Han (202 a.C. – 220 d.C.) raffigurante una cameriera in una posa formale standard con le mani coperte da polsini a maniche lunghe, secondo la moda tradizionale.

Il settore del lavoro domestico è dominato in tutto il mondo dalle donne. Mentre tale settore è vantaggioso per le donne in quanto fornisce un accesso sostanziale, può anche rivelarsi svantaggioso rafforzando la disuguaglianza di genere attraverso l'idea che il lavoro domestico sia un settore adatto solo alle donne. All'interno del settore del lavoro domestico, la percentuale molto più piccola di lavori che è svolta da uomini non sono gli stessi lavori che sono tipicamente svolti da donne. All'interno del settore dell'assistenza all'infanzia, gli uomini rappresentano solo circa il 3-6% di tutti i lavoratori. Inoltre, nel settore dell'assistenza all'infanzia gli uomini hanno maggiori probabilità di ricoprire ruoli che non sono di natura domestica ma amministrativi, come un ruolo dirigenziale in un asilo nido.
Mentre un tempo si riteneva che del lavoro domestico appartenesse a un tipo di società passata e non a un mondo moderno, le tendenze mostrano che, sebbene alcuni elementi del settore siano cambiati, il settore stesso non ha mostrato segni di scomparire, ma solo segni di trasformazione. Ci sono diverse cause specifiche che vengono attribuite alla continuazione del ciclo della domanda di lavoro domestico. Una di queste cause è che con un numero maggiore di donne che accettano lavori a tempo pieno, una famiglia con doppia occupazione e figli pone un pesante fardello sui genitori. Si sostiene tuttavia che questo fardello non si tradurrebbe in una domanda di lavoro domestico esterno se uomini e donne fornissero gli stessi livelli di impegno nel lavoro domestico e nell'educazione dei figli all'interno della propria casa.
La domanda di lavoratori domestici è stata soddisfatta principalmente da migranti provenienti da altri paesi che si riversano nelle nazioni più ricche per soddisfare la domanda di aiuto a casa. Questa tendenza dei lavoratori domestici che fluiscono dalle nazioni più povere a quelle più ricche crea una relazione che a certi livelli incoraggia la liberazione di un gruppo di persone a scapito dello sfruttamento di un altro. Sebbene il lavoro domestico sia ben lungi dall'aver iniziato a svanire dalla società, la domanda per esso e le persone che soddisfano tale domanda sono cambiate drasticamente nel tempo.
Il cosiddetto "problema del servitore" in paesi come il Regno Unito, gli Stati Uniti e il Canada era il problema che le famiglie della classe media avevano con le pulizie, la cucina e soprattutto l'intrattenimento al livello socialmente atteso. Era troppo lavoro per una persona da sola, ma le famiglie della classe media, a differenza delle famiglie benestanti, non potevano permettersi di pagare gli stipendi necessari per attrarre e trattenere i dipendenti domestici qualificati.

## Tutele legali

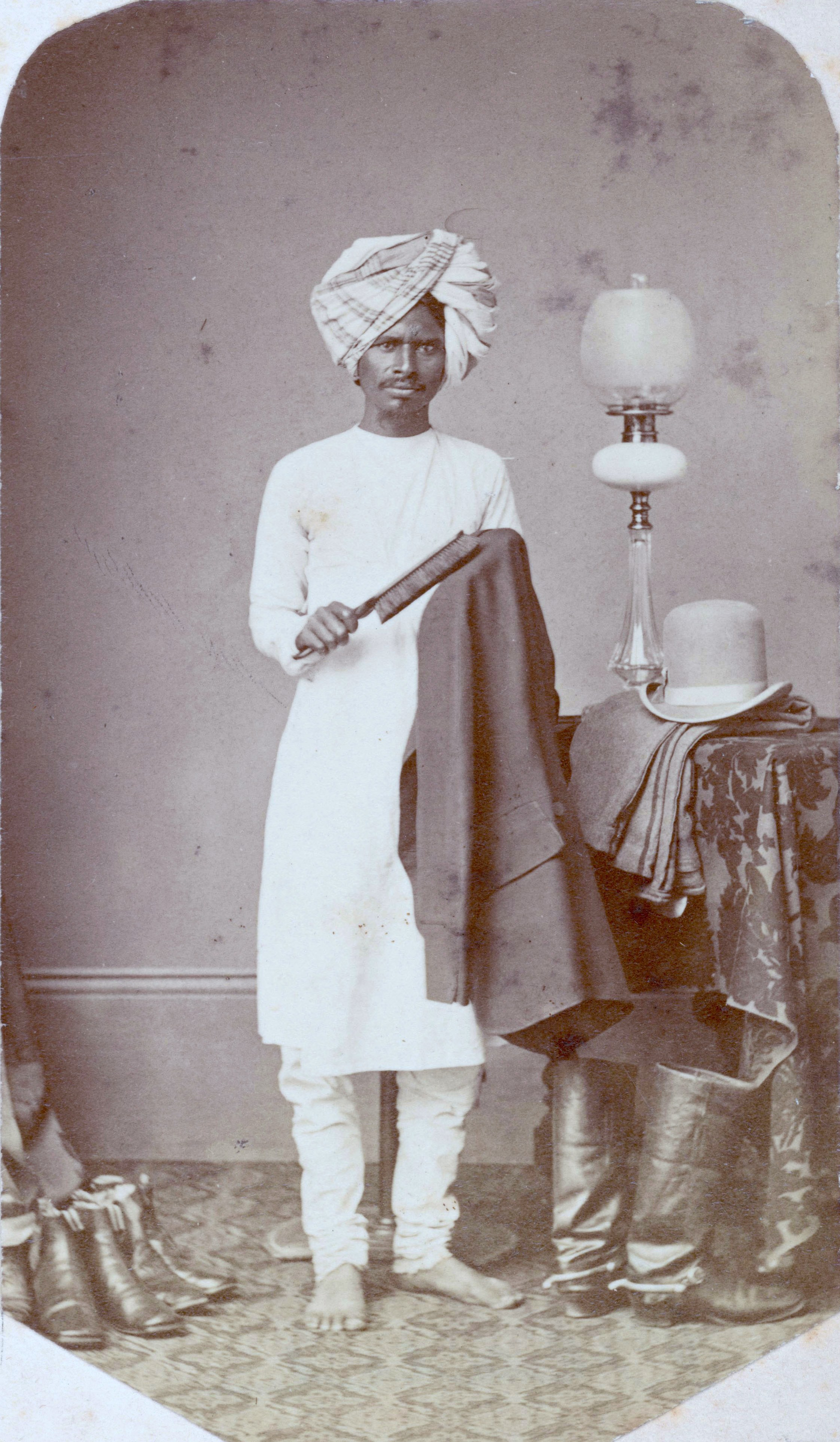
Un valletto in India, c. 1870

Il Master and Servant Act del Regno Unito del 1823 fu il primo del suo genere; i termini si riferivano in generale a datori di lavoro e dipendenti. L'atto influenzò la creazione di leggi sul servizio domestico in altre nazioni, sebbene la legislazione tendesse a favorire i datori di lavoro. Tuttavia, prima dell'approvazione di tali atti, i domestici e i lavoratori in generale non avevano alcuna protezione legale. L'unico vero vantaggio fornito dal servizio domestico era la fornitura di pasti, alloggio e talvolta vestiti, oltre a un salario modesto. Il servizio era normalmente un sistema di apprendistato con possibilità di avanzamento di grado.
Le condizioni affrontate dai lavoratori domestici sono variate notevolmente nel corso della storia e nel mondo contemporaneo. Nel corso dei movimenti del ventesimo secolo per i diritti del lavoro, i diritti delle donne e i diritti degli immigrati, le condizioni affrontate dai lavoratori domestici e i problemi specifici della loro classe di occupazione sono venuti alla ribalta.

Parti della convenzione (rosso), altri membri dell'OIL (grigio).

Nel 2011, l'Organizzazione internazionale del lavoro ha adottato la Convenzione sul Lavoro Dignitoso per i Lavoratori Domestici.
I principali diritti riconosciuti ai lavoratori domestici come lavoro dignitoso sono ore di riposo giornaliere e settimanali (almeno 24 ore), diritto al salario minimo e alla scelta del luogo in cui vivere e trascorrere le proprie ferie. Gli stati parte ratificanti dovrebbero anche adottare misure di protezione contro la violenza e dovrebbero far rispettare un'età minima coerente con l'età minima per altri tipi di impiego. I lavoratori hanno inoltre diritto a una comunicazione chiara (preferibilmente scritta) delle condizioni di impiego che, in caso di reclutamento internazionale, dovrebbe essere comunicata prima dell'immigrazione. Inoltre, non sono tenuti a risiedere nella casa in cui lavorano o a rimanere nella casa durante le loro ferie.
In precedenza, alla sua 301ª sessione (marzo 2008), l'organo direttivo dell'Organizzazione internazionale del lavoro (OIL) ha concordato di inserire un punto sul lavoro dignitoso per i lavoratori domestici all'ordine del giorno della 99ª sessione della Conferenza Internazionale del Lavoro (2010) al fine di stabilire standard di lavoro. Nel luglio 2011, alla Conferenza Internazionale del Lavoro annuale, tenuta dall'OIL, i delegati della conferenza hanno adottato la Convenzione sui lavoratori domestici con un voto di 396 a 16, con 63 astensioni. La Convenzione ha riconosciuto i lavoratori domestici come lavoratori con gli stessi diritti degli altri lavoratori. Il 26 aprile 2012, l'Uruguay è stato il primo paese a ratificare la convenzione.

## Bambini lavoratori

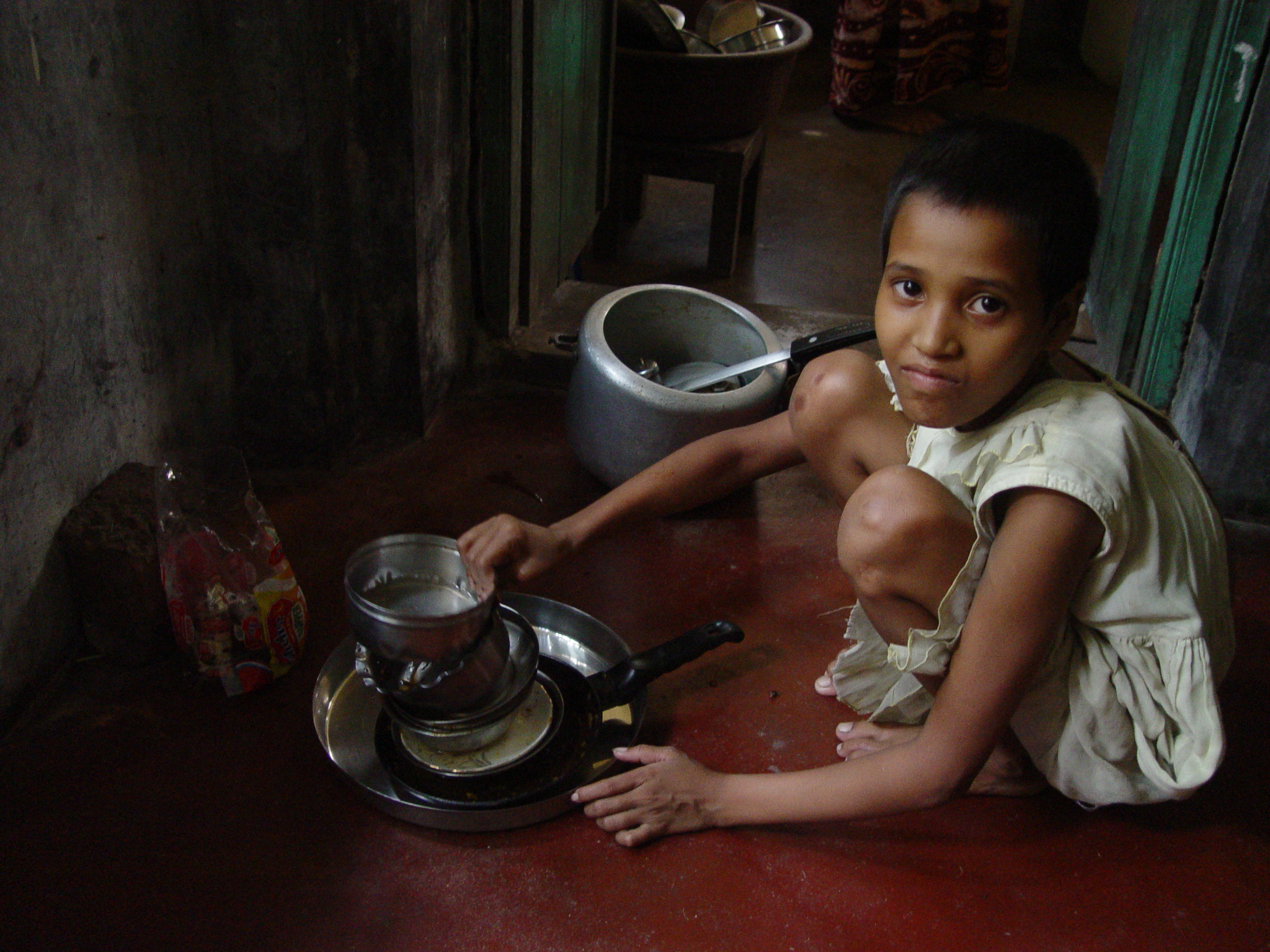
Domestica bambina in India.

Le ragazze sotto i 16 anni sono lavoratrici domestiche più di qualsiasi altra categoria di lavoro minorile. Di solito, in una pratica spesso chiamata "confiage" o affidamento, come per i restavecs ad Haiti, i genitori che vivono in povertà rurale stipulano un accordo con qualcuno nelle città che ospiterà e manderà a scuola i loro figli in cambio di lavoro domestico.
Questi bambini sono molto vulnerabili allo sfruttamento: spesso non è loro consentito fare pause o sono costretti a lavorare molte ore; molti soffrono di una mancanza di accesso all'istruzione, che può contribuire all'isolamento sociale e alla mancanza di opportunità future. L'UNICEF considera il lavoro domestico tra gli status più bassi e segnala che la maggior parte dei bambini lavoratori domestici sono lavoratori conviventi e sono sotto il controllo 24 ore su 24 dei loro datori di lavoro. Il lavoro domestico minorile è comune in paesi come Bangladesh e Pakistan. In Pakistan, da gennaio 2010 a dicembre 2013, sono stati segnalati 52 casi di torture su bambini lavoratori domestici, tra cui 24 decessi. Si stima che a livello globale almeno 10 milioni di bambini siano occupati in lavori domestici.
I bambini affrontano una serie di rischi comuni nel lavoro domestico. Il Programma Internazionale per l'Eliminazione del Lavoro Minorile ha identificato che questi rischi includono: lunghe e faticose giornate di lavoro; uso di sostanze chimiche tossiche; trasporto di carichi pesanti; manipolazione di oggetti pericolosi come coltelli, asce e padelle roventi; cibo e alloggio insufficienti o inadeguati e trattamenti umilianti o degradanti, tra cui violenza fisica e verbale e abusi sessuali.

## Lavoratori domestici migranti
I lavoratori domestici migranti sono, secondo la Convenzione n. 189 dell'Organizzazione internazionale del lavoro e l'Organizzazione Internazionale per le Migrazioni, tutte le persone "che si spostano in un altro paese o regione per migliorare le proprie condizioni materiali o sociali e migliorare le prospettive per sé o per la propria famiglia", impegnate in un rapporto di lavoro che svolge "in o per una o più famiglie". Il lavoro domestico stesso può coprire una "vasta gamma di compiti e servizi che variano da paese a paese e che possono essere diversi a seconda dell'età, del sesso, dell'origine etnica e dello stato migratorio dei lavoratori interessati". Questi particolari lavoratori sono stati identificati da alcuni accademici come situati all'interno "della rapida crescita del lavoro domestico retribuito, della femminilizzazione delle migrazioni transnazionali e dello sviluppo di nuove sfere pubbliche".

## Effetti sociali

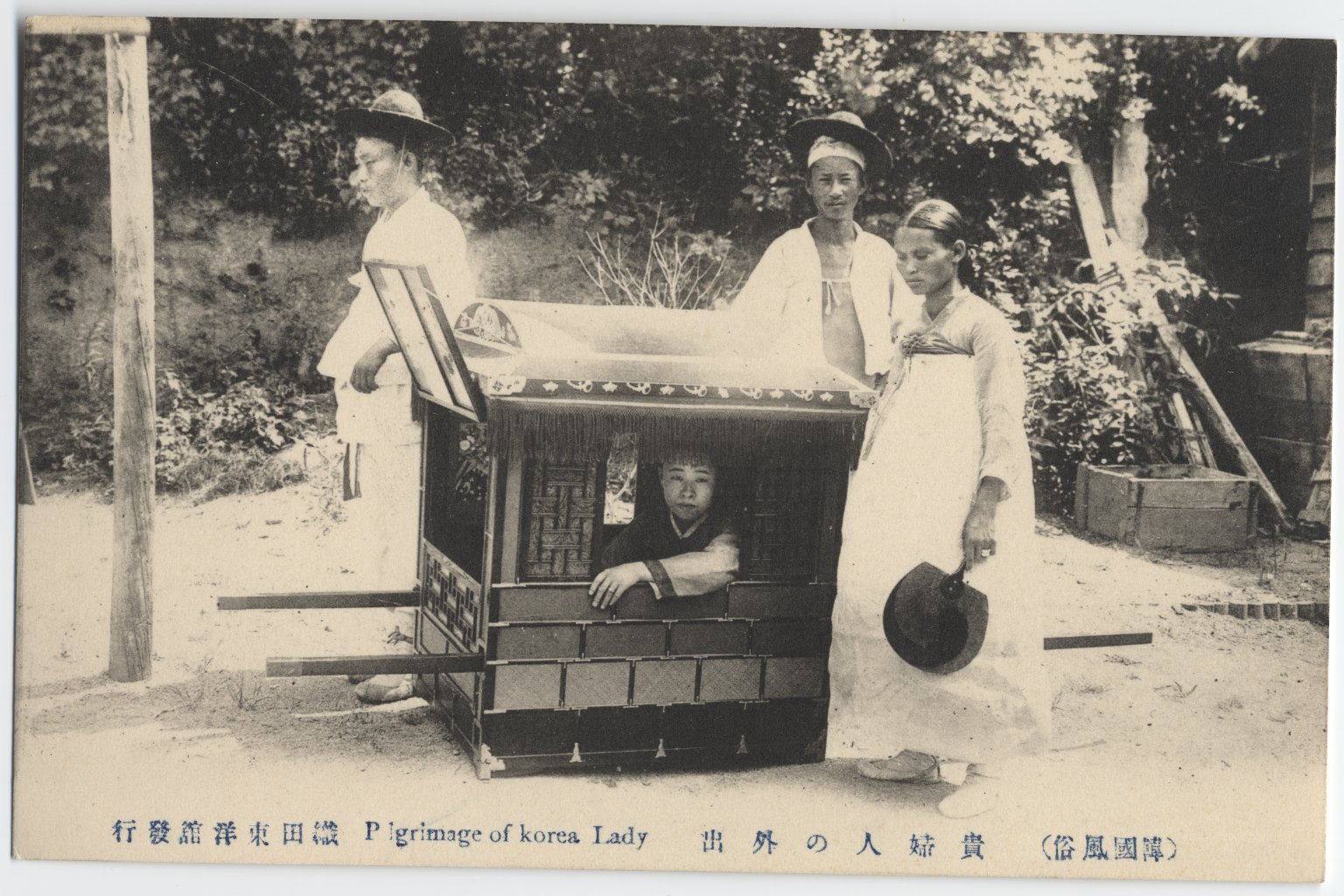
Servitori che trasportano una lettiga e cameriera con un ventaglio tradizionale (Corea c. 1904)

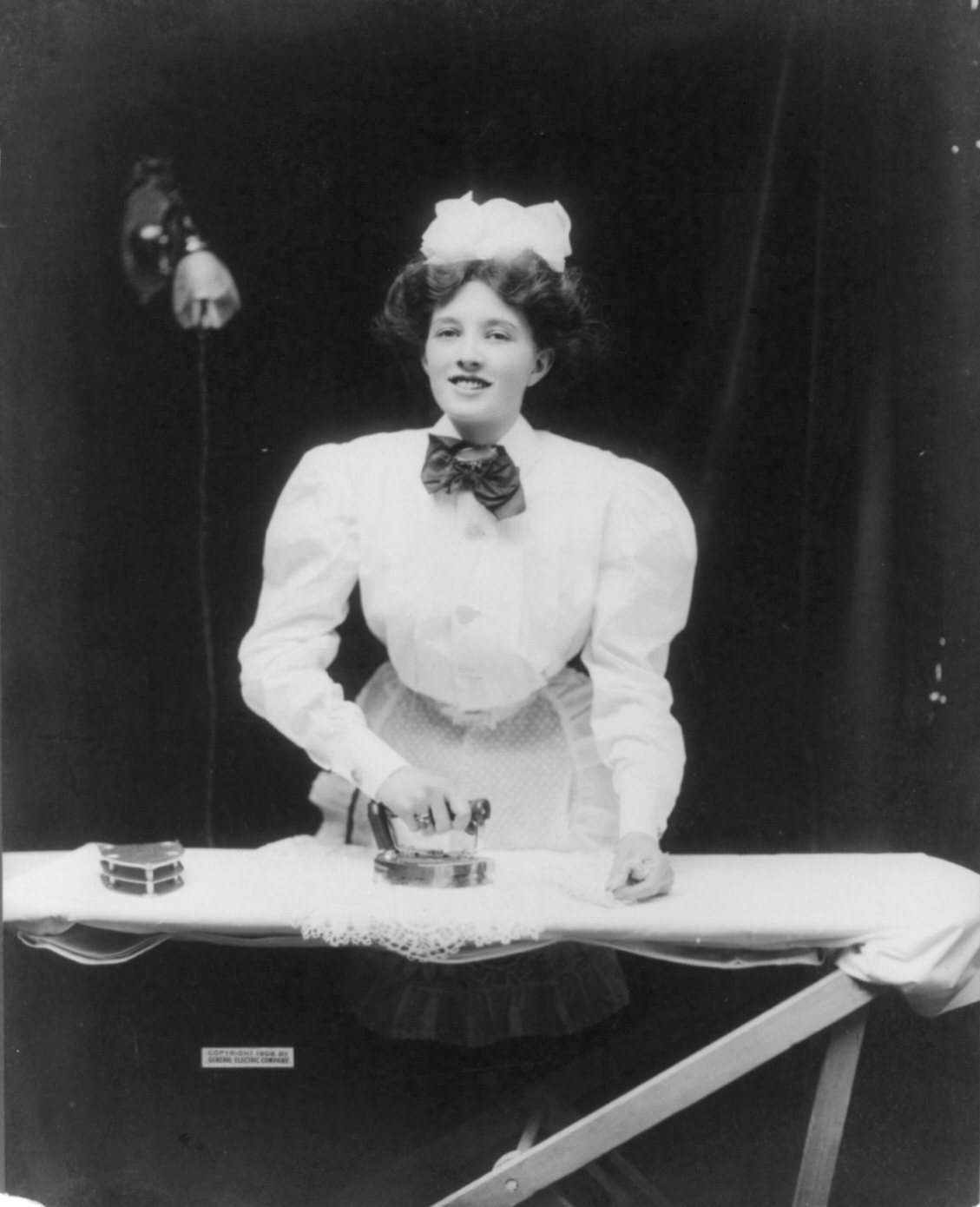
Una domestica che stira un centrino di pizzo con un ferro da stiro, 1908.

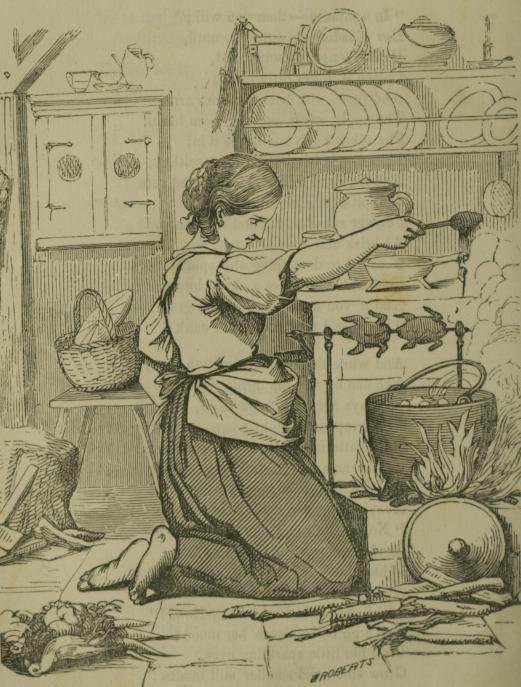
Cuoca (1855)

Poiché attualmente le donne dominano il mercato del lavoro domestico in tutto il mondo, hanno imparato a districarsi in questo campo sia nei loro paesi che all'estero, per massimizzare i vantaggi derivanti dall'ingresso nel mercato del lavoro domestico.
Tra gli svantaggi del lavoro domestico c'è il fatto che le donne lavorano in un'area spesso considerata una sfera privata. Le critiche femministe alle donne che lavorano nella sfera domestica sostengono che questo mercato rafforza le disuguaglianze di genere creando potenzialmente relazioni di servitù tra le lavoratrici domestiche e i loro datori di lavoro e continuando a mettere le donne in una posizione di minore potere. Altri critici sottolineano che lavorare in una sfera privatizzata priva le lavoratrici domestiche dei vantaggi di un lavoro più socializzato nella sfera pubblica.
Inoltre, le lavoratrici domestiche affrontano altri svantaggi. Il loro isolamento è aumentato dalla loro invisibilità nella sfera pubblica e la natura ripetitiva e intangibile del loro lavoro ne diminuisce il valore, rendendo le lavoratrici stesse più sacrificabili. Il livello di isolamento che le donne affrontano dipende anche dal tipo di lavoro domestico in cui sono coinvolte. Le tate conviventi, ad esempio, possono sacrificare gran parte della propria indipendenza e talvolta diventare sempre più isolate quando vivono con una famiglia di cui non fanno parte e lontano dalla propria.
Sebbene lavorare in un mondo privatizzato prevalentemente femminile possa rivelarsi svantaggioso per le lavoratrici domestiche, molte donne hanno imparato come aiutarsi a vicenda a crescere economicamente, ad esempio scoprendo che le reti informali di amici e familiari sono tra i mezzi più efficaci e comunemente utilizzati per trovare e assicurarsi un lavoro.
Senza la sicurezza della tutela legale, molte donne che lavorano senza i documenti di identità o di cittadinanza richiesti sono vulnerabili agli abusi. Alcune devono svolgere compiti considerati degradanti, mostrando una manifestazione del potere del datore di lavoro sull'impotenza del lavoratore. L'impiego di personale domestico proveniente da paesi stranieri può perpetuare l'idea che il lavoro domestico o di servizio sia riservato ad altri gruppi sociali o razziali e gioca sullo stereotipo che si tratti di lavoro per gruppi di persone inferiori.
Ottenere un impiego nel mercato del lavoro domestico può rivelarsi difficile per le donne immigrate. Molte subappaltano i loro servizi a lavoratrici più affermate, creando un importante tipo di esperienza di apprendistato che può produrre opportunità migliori e più indipendenti in futuro. Le donne che lavorano come lavoratrici domestiche ottengono anche una certa mobilità occupazionale. Una volta stabilite hanno la possibilità di accettare lavori da più datori di lavoro, aumentando il loro reddito e la loro esperienza e, cosa più importante, la loro capacità di negoziare i prezzi con i loro datori di lavoro.

### Inghilterra
Nell'Inghilterra del XIX e all'inizio del XX secolo, la stretta supervisione esercitata dalle padrone sui loro servi (inclusa la regola "niente seguaci", dove "seguaci" erano tutti gli uomini che la domestica desiderava incontrare quando non lavorava) era un grande svantaggio. Questa politica era giustificata dalla scarsa stima in cui erano tenuti i servi; quindi gli uomini con cui si associavano probabilmente includevano alcuni con tendenze criminali. La domestica e scrittrice Margaret Powell espresse l'opinione che "seguace" fosse un termine degradante; l'unico modo in cui i due potevano incontrarsi era che la domestica scendesse in strada con una scusa come la necessità di spedire una lettera.

## Situazione per Paese

### Canada
In Canada lavorano collaboratori domestici, provenienti principalmente dalle Filippine, anche nell'ambito del programma Live-In Caregiver. Esso era un programma di immigrazione offerto e amministrato dal governo del Canada ed era il mezzo principale con cui i caregiver stranieri potevano arrivare in Canada come fornitori di assistenza agli anziani, bisogni speciali e assistenza all'infanzia. Il programma si è concluso il 30 novembre 2014 e da allora è stato necessario un regolare permesso di lavoro.

### Francia

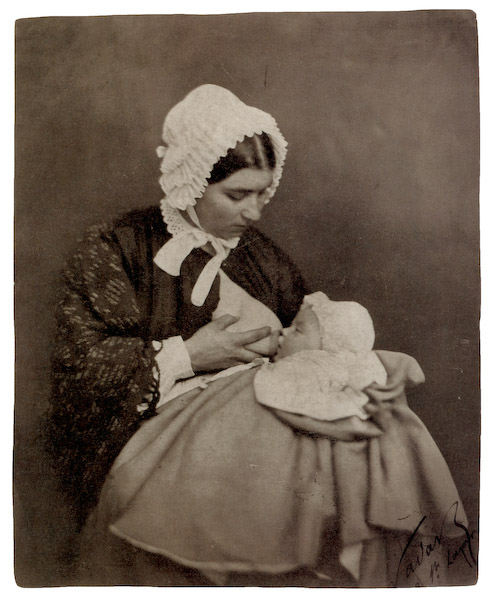
Una balia francese, 1856

Nel suo Tableau de Paris, Louis-Sébastien Mercier descrive le caratteristiche dei domestici (lacchè) della Parigi pre-rivoluzionaria. "Un esercito di servi inutili è tenuto interamente per spettacolo"; osserva che la presenza di questi servi nella capitale ha lasciato la campagna piuttosto vuota. La famiglia di un esattore delle tasse era composta da 24 servi in livrea, oltre a sguatteri, cameriere di cucina e sei cameriere. Alcuni lacchè adottavano i modi dei loro padroni e avevano un modo di vestire simile.

### Hong Kong
Le collaboratrici domestiche provenienti da altri paesi, in particolare Filippine e Indonesia, lavorano a Hong Kong con visti specifici che esentano i datori di lavoro da molti obblighi ricevuti da altri lavoratori e ricevono uno stipendio minimo inferiore. Circa il 5% della popolazione di Hong Kong è composta da collaboratrici domestiche, circa il 98,5% di loro sono donne, che svolgono lavori domestici come cucinare, servire, pulire, lavare i piatti e prendersi cura dei bambini.
Durante l’epidemia di COVID-19, tutti i lavoratori domestici stranieri a Hong Kong dovevano essere vaccinati prima che i loro contratti potessero essere rinnovati, con l'obbligo di sottoporsi a test COVID-19 obbligatori il 9 maggio 2021.

### Vietnam
Il 14 dicembre, il governo del Vietnam ha emanato il decreto n. 145/2020 / ND-CP sul Codice del lavoro in merito alle condizioni e alle relazioni di lavoro. Include disposizioni dettagliate e linee guida per l'attuazione della clausola 2, articolo 161 del Codice del lavoro in merito al lavoro domestico. Questo decreto descrive in dettaglio e guida l'attuazione di una serie di contenuti sulle condizioni di lavoro e sulle relazioni di lavoro in conformità con i seguenti articoli e clausole del Codice del lavoro: Gestione del lavoro; Contratto di lavoro; Esternalizzazione del lavoro; Organizzare il dialogo e attuare la democrazia di base sul lavoro; Stipendio; Orario di lavoro, tempo di riposo; Disciplina del lavoro, responsabilità materiale; Assicurazione per il lavoratore domestico; Lavoro femminile e uguaglianza di genere; Risoluzione delle controversie di lavoro.

### Kenia

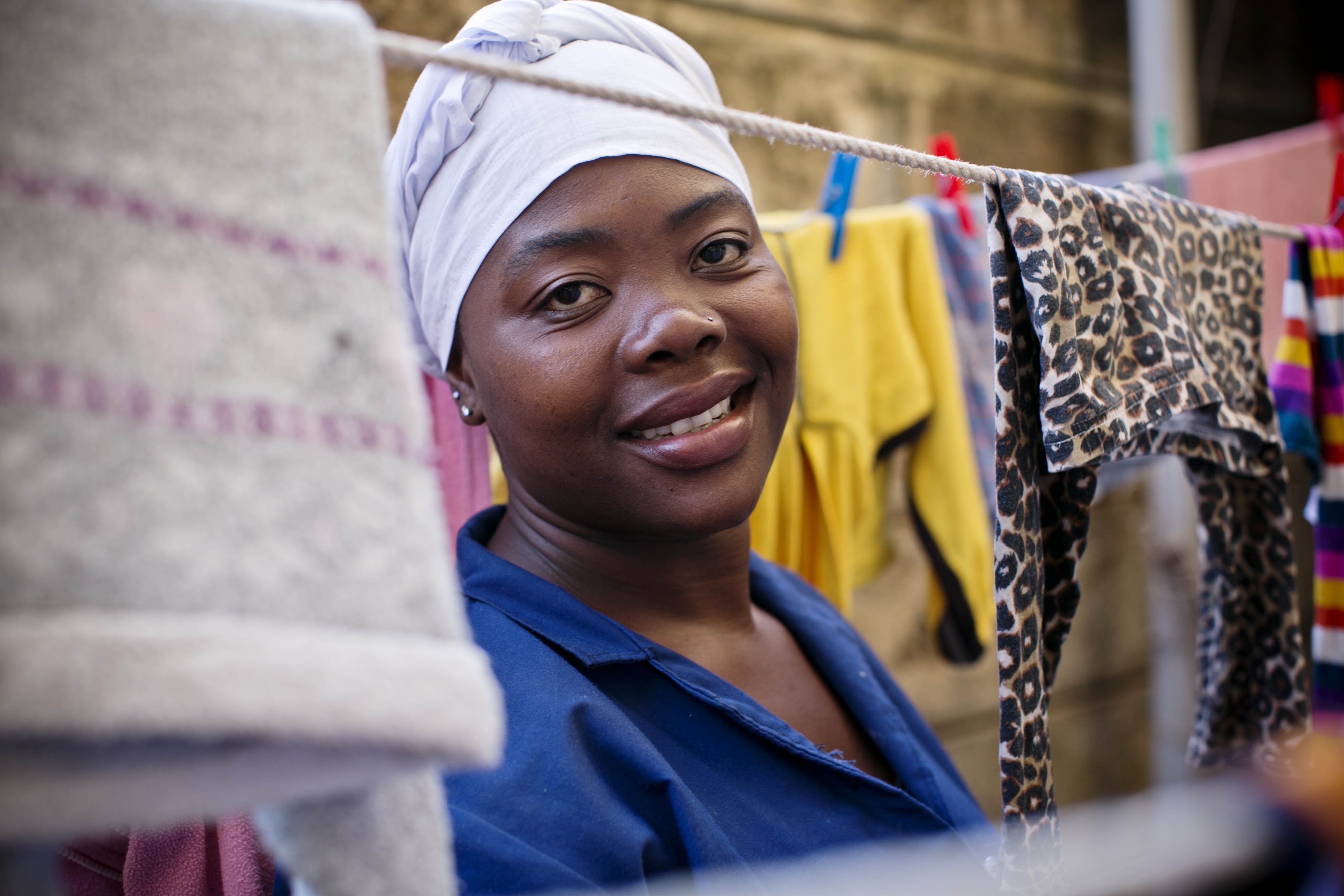
La collaboratrice domestica keniota Lucy Nyangosi lavora in una casa di Nairobi, 2016.

In Kenya, le lavoratrici domestiche, quasi tutte donne, sono note come "housegirls". Spesso provenienti dai villaggi poveri della vicina Uganda, le ragazze sono esposte allo sfruttamento e chiedono una maggiore tutela legale.

### Filippine
Il Central Luzon Regional Tripartite Wages and Productivity Board ha approvato l'ordinanza salariale RBH-DW-O4 il 4 marzo 2024, "aumentando la retribuzione mensile del kasambahay di 1.000 P nelle città costituite e nei comuni di prima classe e di 1.500 P negli altri comuni, portando di fatto il salario minimo mensile nella regione a 6.000 P". La National Wages and Productivity Commission ha confermato l'ordinanza il 12 marzo 2024, che è entrata in vigore il 1º aprile 2024.

### Singapore
I dati del Ministero della manodopera di Singapore (MOM) hanno mostrato che a giugno 2019 c'erano circa 255.800 lavoratrici domestiche straniere a Singapore. La domanda di tali lavoratrici è nata dal desiderio del governo di Singapore di impiegare donne locali nella forza lavoro. A partire dal Foreign Maid Scheme nel 1978, Malesia (con cui esistevano accordi speciali sull'immigrazione), Bangladesh, Birmania, India, Indonesia, Filippine, Sri Lanka e Thailandia sono stati luoghi di reclutamento per lavoratrici domestiche. Quasi il 20% delle famiglie di Singapore ha una lavoratrice domestica, il che è stato attribuito alla crescente ricchezza, ai genitori che lavorano entrambi e all'invecchiamento della popolazione. A partire dal 2019, il MOM richiede che i datori di lavoro delle FDW debbano acquistare per loro un'assicurazione medica con una copertura minima di S$ 15.000 all'anno.

### Arabia Saudita
Secondo un rapporto del 2008 di Human Rights Watch (HRW), il Ministero del Lavoro saudita ha fornito cifre ufficiali di 1,2 milioni di lavoratori domestici in Arabia Saudita, tra cui lavoratori domestici, autisti e giardinieri. Il rapporto affermava che il paese del Golfo impiegava circa 1,5 milioni di lavoratrici domestiche provenienti da Indonesia, Sri Lanka e Filippine. I lavoratori domestici stimati erano circa 600.000 dall'Indonesia, 275.000 dallo Sri Lanka e 200.000 dalle Filippine. Tuttavia, HRW ha riferito che un certo numero di lavoratori domestici in Arabia Saudita subisce una serie di abusi. Inoltre, l'organizzazione ha anche intervistato un funzionario saudita del lavoro e degli affari sociali, che ha riconosciuto il problema degli abusi sui lavoratori domestici. Il rapporto affermava che non esiste una cifra precisa per evidenziare le violazioni totali dei diritti del lavoro e di altri diritti umani che le lavoratrici domestiche migranti affrontano nella nazione araba.

### Sudafrica
Il settore del lavoro domestico occupa circa il 6% della forza lavoro totale in Sud Africa, con i lavoratori domestici che sono in gran parte donne nere africane. Come in altri paesi, le condizioni di lavoro nel settore sono generalmente caratterizzate da informalità e sfruttamento. Nel 2013, il Sud Africa ha ratificato la Convenzione ILO C189 sui lavoratori domestici, riconoscendo il lavoro domestico come lavoro vero e proprio e formalizzandolo attraverso contratti di lavoro, salari, protezione sociale, salute e sicurezza sul posto di lavoro e diritti all'organizzazione e al dialogo sociale. Tuttavia, rimangono sfide significative con l'attuazione. Inoltre, il salario minimo dei lavoratori domestici è fissato al 75% del salario minimo nazionale.

### Regno Unito
Le case di campagna e le grandi case inglesi del Regno Unito impiegavano molti lavoratori domestici residenti con ruoli distintivi e una catena di comando. Il signore del maniero assumeva un maggiordomo per supervisionare i servi. Il manorialismo risale al Medioevo e si estinse lentamente. La serie televisiva britannica Downton Abbey ha rappresentato questi ruoli. I ricchi in città avrebbero anche avuto dei lavoratori domestici, ma in numero minore e con ruoli meno distintivi. I lavoratori domestici erano per lo più considerati parte della classe inferiore e alcuni della classe media.
In tempi moderni, i lavoratori domestici migranti sono stati portati nel Regno Unito per soddisfare la domanda di lavoratori a basso costo. I gruppi per i diritti umani hanno aggiunto che sono spesso soggetti ad abusi.

### Stati Uniti

#### Afroamericani dal dopoguerra alla prima guerra mondiale
Negli Stati Uniti, la schiavitù terminò legalmente nel 1865, tuttavia, il Freedmen's Bureau (un'agenzia governativa statunitense della prima ricostruzione post-guerra civile americana, che assisteva gli ex schiavi nel sud) informò gli ex schiavi ora classificati come uomini e donne "liberti" che potevano firmare contratti di lavoro con i piantatori bianchi o essere sfrattati dalla terra su cui avevano vissuto. La maggior parte degli uomini liberti nel Sud firmò contratti di lavoro con i loro ex proprietari di schiavi bianchi perché quella era l'unica esperienza lavorativa che avevano. Con competenze limitate e analfabetismo, molti uomini diventarono mezzadri, mentre la maggior parte delle donne partecipava al lavoro domestico. Venivano negati loro altri lavori e segregati dalla società americana puramente in base al colore della loro pelle. Il Sud voleva mantenere viva la segregazione e quindi approvò leggi come le Jim Crow dopo la guerra civile che negavano agli afroamericani l'uguaglianza legale e i diritti politici. Queste leggi mantennero molti afroamericani come uno status di seconda classe fino a quando nuove leggi posero fine alla segregazione negli anni '60.
Fino alla metà del ventesimo secolo, il lavoro domestico era una fonte importante di reddito per molte donne di diversa estrazione etnica. Molte di queste donne erano afroamericane o immigrate. Più specificatamente, il Sud post-guerra civile aveva un'alta concentrazione di afroamericane che lavoravano come domestiche. A cavallo del diciannovesimo secolo, c'era anche un'alta concentrazione di afroamericane che lavoravano come domestiche nel Nord. Molte donne afroamericane migrarono al Nord per migliori opportunità di lavoro e salari più alti rispetto alle loro opzioni di impiego nel Sud. Le donne afroamericane che lavoravano come domestiche erano generalmente trattate come esseri poveri e infantili e viste come vittime della loro stessa ignoranza, e colpevolizzate di vivere in comunità criminali e di subire altre violazioni sociali. Tuttavia, nonostante gli stereotipi etichettati sulle domestiche, queste donne si accontentavano comunque di queste posizioni perché le uniche occupazioni aperte alle donne afroamericane prima della prima guerra mondiale erano i servizi domestici. Era necessario che lavorassero insieme ai loro mariti per mantenere le loro famiglie finanziariamente sostenute.
Spesso sottopagati, i domestici afroamericani prendevano comunemente gli avanzi di cibo e gli abiti scartati dai loro datori di lavoro in una pratica nota come “pan toting” o “service pan”. Il service pan aumentò i salari in quasi due terzi delle famiglie dei datori di lavoro ad Athens, in Georgia, nel 1913. Il sistema pan fu utilizzato dai datori di lavoro per giustificare il pagamento di un salario inferiore, e utilizzato dalle lavoratrici domestiche per contrastare la disonestà dei loro datori di lavoro. Anche i bianchi indicavano la pratica del pan toting come prova che “un negro non poteva fare a meno di rubare”, rafforzando così gli stereotipi di “inferiorità e dipendenza dei neri” e razionalizzando il paternalismo razzista.

#### Gli afroamericani durante la Grande Depressione

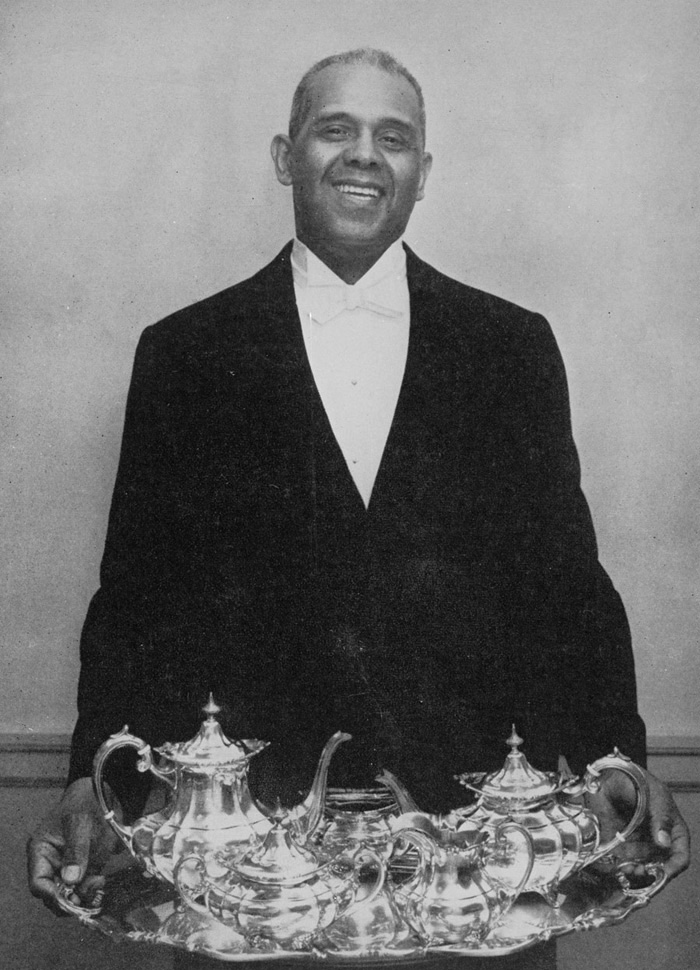
Alonzo Fields (1900-1994), maggiordomo della Casa Bianca per 21 anni, al servizio dei presidenti Hoover, Roosevelt, Truman ed Eisenhower.

A causa della Grande Depressione, molti lavoratori domestici persero il lavoro. Questo perché molte famiglie bianche persero la loro fonte di reddito e non furono in grado di pagare i lavoratori domestici per lavorare a casa loro. A quel tempo, molti lavoratori domestici si affidavano a estranei per strada per lavori domestici come le pulizie. Cambiavano casa, cercando qualsiasi lavoro potessero trovare. La forza lavoro domestica fu significativamente colpita dalla Grande Depressione che causò una diminuzione dei loro salari e una giornata lavorativa di 18 ore. Inoltre, i lavoratori agricoli e le donne afroamericane che lavoravano come domestiche in quel periodo furono esplicitamente esclusi dalla previdenza sociale e dal Fair Labor Standards Act nella legislazione del New Deal; i lavoratori domestici di tutte le razze furono esclusi dalla previdenza sociale fino al 1950. I dipendenti domestici che lavoravano almeno due giorni alla settimana per la stessa persona furono aggiunti alla copertura della previdenza sociale nel 1950, insieme ai lavoratori senza scopo di lucro e ai lavoratori autonomi. I lavoratori degli hotel, i delle lavanderie, tutti i lavoratori agricoli e i dipendenti degli enti statali e locali furono aggiunti nel 1954. Questo perché i politici del New Deal erano più preoccupati di perdere il sostegno dei democratici del sud al Congresso che sostenevano la segregazione piuttosto che rifiutare la copertura per molti afroamericani. A differenza delle loro controparti bianche, gli afroamericani non formarono sindacati perché non avevano le risorse, la consapevolezza e l'accesso alle reti utilizzate per il reclutamento sindacale. Oltre a ciò, i lavoratori domestici in genere non avrebbero guadagnato abbastanza soldi per potersi permettere di far parte di un sindacato. Anche se i lavoratori domestici afroamericani avessero voluto progredire nella società, era quasi impossibile perché le strutture razziali negli Stati Uniti raramente consentivano loro la mobilità di classe. Tuttavia, le lavoratrici domestiche di razza bianca, come irlandesi e tedesche, sfruttavano il lavoro nelle case della classe media a loro vantaggio. Lavorare nelle case della classe media serviva ad "americanizzare", consentendo alle lavoratrici di identificarsi di più con i loro datori di lavoro rispetto alle donne della loro stessa classe e instillava l'aspirazione a raggiungere lo status di classe media.

#### Afroamericani negli Stati Uniti degli anni '60
Quasi il 90% delle donne afroamericane lavorava come domestiche durante l'era del movimento per i diritti civili.